# خواکین لوئیس رومرو مارچنت
خواکین لوئیس رومِـرو مارچنت (اسپانیایی: Joaquín Luis Romero Marchent‎؛ ۲۶ اوت ۱۹۲۱ – ۱۶ اوت ۲۰۱۲) نویسنده و کارگردان فیلم اهل اسپانیا بود.
از فیلم‌هایی که وی در آن‌ها نقش داشته‌است، می‌توان به انتقام زورو اشاره نمود.